# Finderup-bunkeren
Finderup-bunkeren er et militært bunkeranlæg beliggende på Finderup Øvelsesplads vest for Viborg. Bunkerens officielle navn er "Bunker 7". Anlægget blev bygget i begyndelsen af 1980´erne under den kolde krig. Det rå bygningsværk kostede ca. 600 mio kr., som blev betalt af NATO-infrastrukturmidler. 
Bunkeren er bygget til at modstå træffere af atomvåben indtil en vis størrelse. Den kan operere uafhængigt af tilførsler udefra i en periode.
Bunkeren må ikke forveksles med Regan Vest, der er bygget til at modstå en atomar fuldtræffer. 
Anlægget blev primært bygget som krigshovedkvarter (Static War Headquarters) for NATO-kommandoen, som på dansk kaldtes Enhedskommandoen og i NATO-terminologi Commander Baltic Approaches (COMBALTAP). Kommandoen havde fredshovedkvarter i lokaliteter på Flyvestation Karup. Desuden var der fra begyndelsen et NATO-kommunikationsknudepunkt i bunkeren.
I 1994 flyttede endnu en NATO-enhed ind i bunkeren, et luftoperationscenter kaldet Combined Air Operations Center Finderup (CAOC Finderup).
I 2004 blev COMBALTAP, som i mellemtiden havde skiftet navn til Joint Command North East (JC NE), nedlagt, og krigshovedkvarteret forsvandt dermed fra Finderup-bunkeren. Til gengæld blev CAOC 1 kraftigt udvidet ved samme lejlighed. Det er dog meningen, at luftoperationscentret i 2012 skal flyttes til faciliteter på Flyvestation Karups område. Derefter vil kun kommunikationscentret være tilbage i Finderup-bunkeren. Denne står måske også foran en nedlæggelse. 
Fra den danske fredsbevægelses side var der stor modstand imod bygningen af bunkeren. Man mente bl.a., at bunkerens formål var at muliggøre brug af atomvåben fra dansk område i en krigssituation. I juni 1984 oprettedes en kvindefredslejr på et areal i bunkerens nærhed. Lejren bestod indtil september 1985.

## Lukning
I 2011 besluttede NATO en reform af kommandostrukturen i alliancen; det indebærer, at Finderup-bunkeren, der er det sidste NATO-hovedkvarter på dansk jord, skulle lukkes.
Nogle af funktionerne er flyttet til Flyvestation Karup. 
Pr 1. januar 2014 er bunkeren officielt forladt, og dets indgange er blevet forseglet med beton, mens større udstyr (generatorer etc.) forbliver inde i den.

## Ekstern henvisninger
- Fast arbejde – CAOC eller Combined Air Operation Center Arkiveret 24. januar 2022 hos  Wayback Machine TV/MIDT-VEST
- Formålet med regeringsanlæggene Arkiveret 2. juni 2011 hos  Wayback Machine Danmarks dybeste hemmelighed